# Jiří Bednář (herec)
Jiří Bednář (11. listopadu 1941 Praha – 17. listopadu 2013 Praha) byl český herec, scenárista, dramatik a dramaturg, syn českého básníka Kamila Bednáře.

## Život
Po ukončení studií herectví na pražské DAMU hrál v Divadle S. K. Neumanna v Libni (dnešní Divadlo pod Palmovkou), působil též coby vynikající recitátor např. v pražské poetické kavárně Viola, spolupracoval s hudební skupinou bratří Traxlerových Český skiffle.
Z jeho filmových rolí je patrně vůbec nejznámější role palubního střelce „študenta“ ve filmu Nebeští jezdci režiséra Jindřicha Poláka z roku 1968. Od roku 1977 působil v Československé televizi především jako dramaturg her pro děti a mládež, ale věnoval také scenáristické a dramatické práci.
Má dvě dcery, starší Veroniku a mladší Terezu. Veronika Bednářová se věnuje novinařině (Reflex) a Tereza Raková produkci (divadlo, koncerty atd.). Manželka Jana Bednářová píše dlouhá léta články pro týdeník Květy, jde především o rozhovory se známými osobnostmi.

## Divadelní tvorba
- 1969 Muž, který přišel do jiného stavu (Divadlo Na zábradlí Praha)
- 1973 Nezkrotná lady Hamiltonová (Divadlo Petra Bezruče Ostrava, Ateliér Praha)
- 1975 Párkař a tři párky (Hudební divadlo v Karlíně Praha)
- 1996 Superhvězda Mařenka (Hudební divadlo v Karlíně Praha)

## Filmografie

### Herec
- 1956 Váhavý střelec
- 1959 Docela všední neděle
- 1961 Červnové dny
- 1962 Závrať (četař)
- 1963 Na laně (Hynek)
- 1965 Bubny (Polykač třešní)
- 1965 Polka jede do světa (Johann Strauss)
- 1967 Sedm havranů
- 1968 Nebeští jezdci („študent“ – palubní střelec)
- 1970 Dobrodružství šesti trampů (seriál)
- 1973 Vysoká modrá zeď
- 1974 Motiv pro vraždu
- 1977 Oddechový čas
- 1982 Od vraždy jenom krok ke lži
- 2008 Zdivočelá země
- 2011 Čapkovy kapsy: Soud pana Havleny

### Scénáře
- 1980 Zkoušky z dospělosti
- 1986 Bylo nás šest
- 1988 Chlapci a chlapi
- 1996 O třech rytířích, krásné paní a lněné kytli
- 2000 Bedna s datlemi
- 2000 Duch český
- 2001 Samota
- 2002 Černý slzy
- 2002 Příběh podzimní noci
- 2003 Smrt pedofila

### Dramaturgie
- 1984 Rumburak
- 1995 Rabín a jeho Golem
- 1998 Markétin zvěřinec
- 2010 Šejk
- 2011 Čapkovy kapsy: Muž, který se nelíbil
- 2011 Čapkovy kapsy: O lyrickém zloději
- 2011 Čapkovy kapsy: Soud pana Havleny
- 2011 Vůně kávy